# Porøsitet fra Himlen
Porøsitet fra Himlen er en film instrueret af Dorrit Kjærhus Larsen.

## Handling
En pianists dagligdag og mareridt – alt forekommer grotesk, afhængigheden af andre, – parallelt ses en mand på restaurant, der grådigt fortærer en fisk.